# Murasaki Šikibu
Murasaki Šikibu (japonsko 紫 式部 / hepburn Murasaki Shikibu), japonska pisateljica in pesnica, * okoli 973, † okoli 1014 ali 1025.
Murasaki Šikibu je znana kot avtorica dela Princ in dvorne gospe (源氏物語 / slov. Gendži monogatari / hepburn Genji monogatari / dobesedno Pripoved o Gendžiju). Princ in dvorne gospe, napisan približno med letoma 1000 in 1008, je po mnenju nekaterih strokovnjakov prvi kdajkoli napisan roman, vsekakor pa je eden izmed prvih romanov sploh. V njem je podrobno opisano življenje in predvsem ljubezenske dogodivščine namišljenega princa Gendžija.
1. ↑  http://hdl.handle.net/2065/42530